# Giaura sokotokai
Giaura sokotokai är en fjärilsart som beskrevs av Robinson 1969. Giaura sokotokai ingår i släktet Giaura och familjen trågspinnare. Inga underarter finns listade i Catalogue of Life.